# Страва у Улици брестова 3: Ратници снова
Страва у Улици брестова 3: Ратници снова (енгл. A Nightmare on Elm Street 3: Dream Warriors) је амерички хорор филм из 1987. режисера Чака Расела у продукцији компаније New Line Cinema, са Хедер Лангенкамп, Крејгом Восоном, Патришом Аркет и Робертом Инглундом у главним улогама. Сценариста филма је творац оригинала из 1984, Вес Крејвен.
Хедер Лангенкамп и Роберт Инглунд су се вратили у улоге главне протагонисткиње (Ненси Томпсон), односо главног антагонисте (Фредија Кругера) из првог дела, што је допринело томе да филм после оригиналног буде најуспешнији и најомиљенији код публике. Од остатка глумачке поставе из оригинала вратио се и Џон Саксон у улози Ненсиног оца, Доналда Томпсона, а остали ликови се само спомињу. Филм је знатно успешнији наставак Страве у Улици брестова 2: Фредијева освета, а наредне године добио је и свој наставак, Страва у Улици брестова 4: Господар снова.
У овом филму се по први пут открива нешто више о Фредију Кругеру, његовом рођењу и породици. Те информације добијају се од његове мајке, Аманде Кругер.

## Радња
Радња филма се дешава годину дана након претходног дела. Неколико преживеле деце из Улице брестова сада се налазе у психијатријској болници Вестин Хилс, где доктори покушавају да им помогну, али то не спречава Фредија да дође до њих. Након што су га Џеси и Лиса у 2. делу извукли у стварни свет и уништили, он се вратио у свет снова, баш као и после 1. дела, те сада наставља свој крвави пир.
Ненси Томпсон се неочекивано враћа да помогне осталој деци, коју сада Фреди покушава да убије. Она је у међувремену постала психолог, а специјалност су јој снови. Прво је помогла себи, тако што је помоћу лека Хипноцила растерала своје снове, па Фреди не може да дође до ње. Открила је дар девојчице по имену Кристин, која може да увуче људе у своје снове, само ако их замисли, а уколико и тај кога је замислила спава у том тренутку сањаће исто што и она. Ненси је са др. Нејлом, коме је тада помагала у болници Вестин Хилс, увлачила децу и улазила у Кристинине снове, како би се заједно борили против Фредија (отуда и назив Ратници снова).
Др Нејлу се указује дух покојне Фредијеве мајке - Аманде Кругер, која се тада представљала као сестра Хелена, и која му је саопштила да је једини начин да се Фреди уништи сахрањивање његових посмртних остатака. Због тога Ненси је, после дуго година, поново ступила у контакт са својим оцем Доналдом Томпсоном, који је одлучио да одведе др. Нејла и покаже му где су родитељи деце из Улице брестова сакрили посмртне остатке Фредија Кругера.
У међувремену Ненси је хитно отишла у болницу у Вестин Хилсу како би помогла Кристин, којој су дали лекове за спавање. Тада је успавала осталу преживелу децу, која су желела да помогну Кристин, помоћу клатна, међутим она није заспала. Када је Кристин заспала, замислила је све своје пријатеље, укључујући и Ненси, а пошто је она имала способност да увлачи друге у своје снове сви су се појавили.
Када је осетио да неко покушава да сахрани његове посмртне остатке, Фреди, се пребацио у стварни свет, убио Ненсиног оца и ранио др. Нејла, а онда се вратио у свет снова. Мисливши да и Ненси у том тренутку спава, и да више неће имати прилику да је убије, Фреди, успева да забоде своје ножеве у Ненсин стомак и смртно је рани. Потом је желео да убије Кристин и да ју је ту убио била би мртва стварно, јер је то њен сан, али рањена Ненси је скочила на њега и забила му његове личне ножеве на рукавици у срце. Озбиљно га је ранила и зауставила га да се поново не пребаци у стварни свет, јер је се у том тренутку др. Нејл освестио и сахранио Фредијеве посмртне остатке. Како је др. Нејл прскао остатке светом водицом Фреди је у свету снова бледио и када је ставио крст, кога се Фреди иначе плаши, на његово чело, потпуно је нестао. У наставку филма Кристин, мисливши да је Ненси спавала у том тренутку, оплакује је и она умире у њеном сну. На крају филма Кристин сања Ненсину сахрану и открива се ко је у ствари сестра Хелена.

## Улоге
| Глумац           | Улога                         |
| ---------------- | ----------------------------- |
| Хедер Лангенкамп | Ненси Томпсон                 |
| Роберт Инглунд   | Фреди Кругер                  |
| Патриша Аркет    | Кристин Паркер                |
| Џенифер Рубин    | Тарин Вајт                    |
| Крејг Восон      | др Нил Гордон                 |
| Кен Сагос        | Роналд Кинкејд                |
| Родни Истман     | Џој Крузел                    |
| Пенелопи Садроу  | Џенифер Колфијалд             |
| Бредли Грег      | Филип Андерсон                |
| Ира Хејден       | Вил Стентон                   |
| Лоренс Фишберн   | Макс Денијелс                 |
| Џон Саксон       | Доналд Томпсон                |
| Присила Појнтер  | др Елизабета Симс             |
| Нан Мартин       | Аманда Кругер (Сестра Хелена) |
| Клејтон Ланди    | Лорензо                       |
| Брук Банди       | Елани Паркер                  |
| Жа Жа Габор      | Жа Жа Габор (саму себе)       |
| Дик Кавет        | самог себе                    |
| Стејси Алден     | сестра Џеки                   |

## Слогани
- Фреди је одмах иза угла...
- Ако мислиш да ћеш се извући жив, мора да сањаш.
- Ако мислиш да си спреман за Фредија, размисли поново!
- Колико је прошло од када је она последњи пут била у Улици брестова?
- Ненси је једина која га може зауставити.